# Јуниверсити оф Калифорнија, Дејвис
Јуниверсити оф Калифорнија, Дејвис (енгл. University of California, Davis) град је у америчкој савезној држави Калифорнија.

## Демографија
По попису из 2010. године број становника је 5.786.
| Група             | 2000.    | 2010.         |
| Белци             | 0 (0,0%) | 2.172 (37,5%) |
| Афроамериканци    | 0 (0,0%) | 144 (2,5%)    |
| Азијати           | 0 (0,0%) | 2.443 (42,2%) |
| Хиспаноамериканци | 0 (0,0%) | 728 (12,6%)   |
| Укупно            | 0        | 5.786         |